# Plectranthus semayatensis
Plectranthus semayatensis là một loài thực vật có hoa trong họ Hoa môi. Loài này được Georg Cufodontis miêu tả khoa học đầu tiên năm 1963.